# Base de datos de Beilstein
La base de datos de Beilstein es la base de datos más grande en el campo de la química orgánica, en la que los compuestos se identifican de manera única por su número de registro Beilstein. La base de datos cubre la literatura científica desde 1771 hasta el presente y contiene información experimentalmente validada sobre millones de reacciones químicass y sustancias químicas de publicaciones científicass originales. La base de datos electrónica fue creada a partir de Beilstein's Handbook of Organic Chemistry, fundada por Friedrich Konrad Beilstein en 1881, pero ha aparecido en línea bajo varios nombres diferentes, incluyendo Crossfire Beilstein.  Desde 2009, el contenido ha sido mantenido y distribuido por Elsevier Sistemas de información en Frankfurt bajo el nombre de producto "Reaxys".
La base de datos contiene información sobre reacciones, sustancias, estructuras y propiedades. Se dispone de hasta 350 campos que contienen datos químicos y físicos (como punto de fusión, índice de refracción, etc.) para cada sustancia. También se dan referencias a la literatura en la que aparecen los datos de la reacción o de la sustancia. 
El contenido de Beilstein está disponible a través de Reaxys se complementa con información extraída de Gmelin (que da acceso a la Base de datos Gmelin), un depósito muy grande de información de organometálica y inorgánica, así como por la información extraída de la base de datos sobre química de patentes. La marca registrada de Reaxys y la propia base de datos son propiedad y están protegidas por Elsevier Properties SA y se utilizan bajo licencia.

## En la cultura popular
- La historia corta de Isaac Asimov "¿Qué hay en un nombre?" (1956) introdujo el Manual de Química Orgánica de Beilstein como un elemento importante de la trama.